# Escuela de Música Shepherd
La Escuela de Música Shepherd (en inglés: Shepherd School of Music) es una escuela universitaria de música situada en el campus de la Universidad de Rice en Houston, Texas. Desde su creación en 1974 bajo el decano Samuel Jones, la Escuela Shepherd ha hecho énfasis en la música de cámara de orquesta y de ópera como los elementos centrales de su plan de estudios habitual. La Escuela de música ha existido en nombre desde 1950, con un aporte de $ 8.000.000 de Sallie Shepherd Perkins en honor a su abuelo Benjamin A. Shepherd. Fue inaugurada en 1974.